# Yoshiko Yano
Yoshiko Yano (矢野美子?, Yano Yoshiko; Mimata, 1º agosto 1985) è una pallavolista giapponese, nel ruolo di centrale.

## Carriera
La carriera di Yoshiko Yano inizia a livello scolastico, con la formazione del Liceo Miyakonojyo. Diventa professionista nella stagione 2004-05, debuttando nella V.Premier League con le Denso Airybees; resta legata al club per ben otto stagioni, raggiungendo la finale scudetto nel campionato 2007-08 e vincendo il Torneo Kurowashiki 2008 e la Coppa dell'Imperatrice 2010; nel 2010 fa inoltre il suo esordio nella nazionale giapponese, partecipando al Montreux Volley Masters ed alla Coppa asiatica.
Nella stagione 2012-13 passa alle Toyota Queenseis, club col quale gioca anche nella stagione seguente, ricevendo al termine della competizione un premio d'onore per le 230 presenze nella massima serie e vincendo il Torneo Kurowashiki. Nel campionato 2014-15 scende di categoria, andando a giocare nella V.Challenge League con le PFU BlueCats.

## Palmarès

### Club
- Coppa dell'Imperatrice: 1

2010
- Torneo Kurowashiki: 2

2008, 2014

### Premi individuali
- 2014 - V.Premier League giapponese: Premio d'onore